# Schierling
Schierling – gmina targowa w Niemczech, w kraju związkowym Bawaria, w rejencji Górny Palatynat, w regionie Ratyzbona, w powiecie Ratyzbona. Leży nad rzeką Große Laber, około 20 km na południe od Ratyzbony, przy linii kolejowej Ratyzbona–Langquaid.

## Dzielnice
W skład gminy wchodzą następujące dzielnice:
| - Allersdorf - Birnbach - Buchhausen - Deutenhof - Eggmühl - Inkofen - Kolbing - Kraxenhöfen - Lindach | - Mannsdorf - Mauernhof - Oberdeggenbach - Oberbirnbach - Oberlaichling - Pinkofen - Roflach - Schierling - Schönhöfen | - Stanglmühle - Unterdeggenbach - Unterlaichling - Wahlsdorf - Walkenstetten - Winkl - Zaitzkofen - Zeissethof |